# Masazou Nonaka
Masazou Nonaka, (野中正造 Nonaka Masazou, Ashoro, prefectura de Hokkaido, 25 de julio de 1905-Ibidem., 20 de enero de 2019), fue un supercentenario japonés de 113 años y 179 días que desde la muerte del español Francisco Núñez Olivera el 29 de enero de 2018, fue el hombre vivo más longevo del mundo, y desde la muerte de Masamitsu Yoshida el 29 de octubre de 2016, fue el hombre vivo más longevo de Japón.
También fue el decimotercer hombre (y cuarto hombre japonés) más longevo de todos los tiempos.

## Biografía
Masazou Nonaka nació en Kamitoshibetsu, Ashoro, Hokkaido, el 25 de julio de 1905, como el hijo mayor de Masujiro y Kiyo Nonaka. Su madre fue fundadora de onsen (aguas termales japonesas) "Nonaka". Tenía dos hermanos y tres hermanas (todos ya fallecidos). Se casó con Hatsuno Nonaka y tuvo cinco hijos (dos vivos).

| Predecesor: Masamitsu Yoshida       | Hombre vivo más anciano de Japón 29 de octubre de 2016 – 20 de enero de 2019 | Sucesor: Chitetsu Watanabe |
| Predecesor: Francisco Núñez Olivera | Varón vivo más anciano del mundo 29 de enero de 2018 – 20 de enero de 2019   | Sucesor: Gustav Gerneth    |